# Родной язык (стихотворение)
Родной язык (тат. «Туган тел») — стихотворение татарского поэта Габдуллы Тукая, написанное им в 1909 году.

## Описание
Стихотворение было впервые опубликовано в сборнике «Детская душа» («Балалар күңеле»).
Состоит из четырёх строф-двустиший (бейтов), стихи в каждом из которых рифмуются между собой. При этом между полустишиями находится цезура, в результате чего двустишия воспринимаются как четверостишия, характерные для народных песен.
Во многих сборниках советского времени последняя строфа, имеющая религиозное содержание, опускалась.
Существует несколько переводов стихотворения на русский язык. Сравнивая переводы Р. Бухараева и С. Липкина, переводчик К. Миннибаев отдаёт предпочтение последнему. «На мой взгляд, С. Липкин <…> сильнее прочувствовал эмоциональную нагрузку стихотворения и давление сделал именно на это, что дало переводу несравненно большую певучесть». Стихотворение также переведено на множество других языков.

## Песня
В дореволюционный период в школах и медресе перед началом и в конце учебного года, а также в праздничные дни дети пели стихотворение хором.
Слова Тукая были положены на мелодию старинной песни «Дедушка Салим» («Сәлим бабай»), сменив более ранний текст. Получившаяся песня пользуется популярностью и в XXI веке.

## Текст

### Оригинал
Туган тел
И туган тел, и матур тел, әткәм-әнкәмнең теле! 

Дөньяда күп нәрсә белдем син туган тел аркылы.
Иң элек бу тел белән әнкәм бишектә көйләгән, 

Аннары төннәр буе әбкәм хикәят сөйләгән.
И туган тел! Һәрвакытта ярдәмең белән синең, 

Кечкенәдән аңлашылган шатлыгым, кайгым минем.
И туган тел! Синдә булган иң элек кыйлган догам:

Ярлыкагыл, дип, үзем һәм әткәм-әнкәмне, ходам!

### Перевод на русскийС. Липкина[7]
Родной язык, святой язык.
Отца и матери язык!
Как ты прекрасен! Целый мир
В твоем богатстве я постиг!
Качая колыбель, тебя
Мне в песне открывала мать.
А сказки бабушки потом
Я научился понимать.
Родной язык, родной язык.
С тобою смело шел я вдаль.
Ты радость возвышал мою.
Ты просветлял мою печаль.
Родной язык, с тобой вдвоем
Я в первый раз молил творца:
«О, боже, мать мою прости,
Прости меня, прости отца».